# Last Stop Fruitvale Station
Last Stop Fruitvale Station (originaltitel: Fruitvale Station, tidigare kallad Fruitvale) är en amerikansk biografisk dramafilm från 2013, med regi och manus av Ryan Coogler, som i den här filmen gör regidebut. Filmen är baserad på dödandet av den 22-årige afroamerikanen Oscar Grant, som utfördes av polismannen Johannes Mehserle vid tunnelbanestationen Fruitvale i Oakland  nyårsdagen år 2009. Huvudrollen som Oscar Grant spelas av Michael B. Jordan. Bland andra Kevin Durand, Chad Michael Murray, Melonie Diaz, Ahna O'Reilly och Octavia Spencer, medverkar i filmen.
Filmen, som från början gick under originaltiteln Fruitvale, premiärvisades på Sundance Film Festival, den 19 januari 2013. Biopremiär i USA var den 12 juli samma år, samt i Sverige den 10 januari 2014.
Fruitvale Station spelades in i Oakland i Kalifornien i juli 2012. Inspelningarna pågick i totalt tjugo dagar.

## Handling
Filmens handling kretsar kring Oscar Grant III, en 22-årig afroamerikan från Hayward i Kalifornien, som sköts till döds av BART-polisen vid tunnelbanestationen Fruitvale i Oakland nyårsdagen år 2009. Filmen skildrar Grants sista dag i livet och hur han och hans vänner blev tagna av polis strax innan den dödliga skottlossningen ägde rum.

## Rollista (i urval)
| Michael B. Jordan   | – Oscar Grant III                                    |
| Melonie Diaz        | – Sophina Mesa                                       |
| Octavia Spencer     | – Wanda Johnson                                      |
| Kevin Durand        | – Konstapel Caruso (omändrat från Tony Pirone)       |
| Chad Michael Murray | – Konstapel Ingram (omändrat från Johannes Mehserle) |
| Ahna O'Reilly       | – Katie                                              |
| Christina Elmore    | – Ashae                                              |